# Inside the Torn Apart
Inside the Torn Apart – siódmy studyjny album angielskiego zespołu Napalm Death wydany w 1997 roku przez Earache Records.

## Utwory
1. Breed To Breathe
2. Birth In Regress
3. Section
4. Reflect On Conflict
5. Down In The Zero
6. Inside The Torn Apart
7. If Symptoms Persist
8. Prelude
9. Indispose
10. Purist Realist
11. Lowpoint
12. The Lifeless Alarm
13. Time Will Come
14. Bled Try

## Autorzy
- Mark "Barney" Greenway - śpiew
- Shane Embury - gitara basowa, śpiew towarzyszący
- Mitch Harris - gitara elektryczna, śpiew towarzyszący
- Jesse Pintado - gitara elektryczna
- Danny Herrera - perkusja

## Notowania
| Lista           | Kraj            | Pozycja |
| --------------- | --------------- | ------- |
| UK Albums Chart | Wielka Brytania | 129     |